# Дуняшин, Алексей Васильевич
Алексей (Алек) Васильевич Дуняшин (1904—1931) — мордовский писатель, публицист, литературный критик. Писал очерки, фельетоны, публицистические статьи, рассказы на русском и эрзянском языках.

## Биография
Алексей Дуняшин родился 8 февраля 1904 года в семье крестьянина в селе Большой Толкай, Самарская губерния, в компактном регионе расселения эрзян. Член ВКП(б) с 1919 года. Первые произведения эрзянском языке опубликовал в Самаре, затем работал в Москве и Новосибирске, где также участвовал в локальных литературных кружках эрзянской интеллигенции.
Работал специальным корреспондентом в Сибири. В газета «Ад-Джерамо» публиковал рассказы о жизни сибирских эрзян. В 1925—1929 годы он написал более 30 фельетонов. Эти фельетоны включены в сборник «Пицце-палакст» («Крапива»). Сугубо бытовые, обличительные фельетоны Дуняшина отличаются большой эмоциональностью, они считались более удачными и актуальными, по сравнению с его рассказами.
С 1927 года работал над романом «Кирвы тол» («Пламя»). Этот роман описывает жизнь эрзянского нации в 1914—1930 годах. В 1930-х годах три эпизода из романа опубликованы в газете «Якстере Теште» («Красная звезда»). Роман Дуняшин так и не смог завершить работу.
Писатель также является автором литературных и критических статей. Он создал первую антологию мордовских и мокшанских писателей «Васеня сяктт» («Первые искры»).
Умер в 1931 году.